# Thomas Degand
Thomas Degand (Ronse, 13 maggio 1986) è un ex ciclista su strada belga, professionista dal 2011 al 2020.

## Palmarès

### Strada
- 2009 (Verandas Willems, due vittorie)

5ª tappa Tour de Liège (Seraing > Seraing)
Classifica generale Tour de Liège
- 2010 (Verandas Willems, tre vittorie)

Circuit de Wallonie
Flèche Ardennaise
Campionati belgi, Prova a cronometro Elite senza contratto
- 2014 (Wanty-Groupe Gobert, una vittoria)

2ª tappa Tour du Gévaudan Languedoc-Roussillon (Badaroux > Chanac)
- 2017 (Wanty-Groupe Gobert, una vittoria)

Classifica generale Tour du Jura

## Piazzamenti

### Grandi Giri
- Tour de France

2017: 34º
2018: 54º
- Vuelta a España

2015: ritirato (9ª tappa)

### Classiche monumento
- Liegi-Bastogne-Liegi

2011: ritirato
2013: ritirato
2014: 49º
2017: 65º
2018: 93º
2020: ritirato

### Competizioni mondiali
- Campionati del mondo su strada

Ponferrada 2014 - Cronosquadre: 21º